# Kaprilna kiselina
Kaprilna kiselina je zasićena masna kiselina sa osam ugljenika poznata pod sistematskim imenom oktanska kiselina. Ona se prirodno javlja u mleku mnogih sisara, i ona je manje zastupljeni sastojak kokosovog i palminog ulja. It is an oily liquid that is minimally soluble in water with a slightly unpleasant rancid-like smell and taste.
Dve druge kiseline su imenovane po kozama: kapronska (C6) i kaprinska (C10). Zajedno sa kaprilnom kiselinom one čine 15% kozjeg mleka.